# Dovolená s Flandersem
Dovolená s Flandersem (v anglickém originále Fland Canyon) je 19. díl 27. řady (celkem 593.) amerického animovaného seriálu Simpsonovi. Scénář napsal J. Stewart Burns a díl režíroval Matthew Nastuk. V USA měl premiéru dne 24. dubna 2016 na stanici Fox Broadcasting Company a v Česku byl poprvé vysílán 28. září 2016 na stanici Prima Cool.

## Děj
Homer se snaží uspat Maggie. Po několika neúspěšných pokusech mu dcera naznačí, že chce slyšet pohádku na dobrou noc. Homer začne vyprávět příběh o dovolené ve Velkém kaňonu s Flandersovými. Příběh se odehrává o dva roky dříve, kdy lidé z kostela dobrovolně uklízeli v sobotu chudinskou čtvrť. Na konci úklidu Ned vyhraje rodinný výlet do Velkého kaňonu za to, že byl nejobětavějším uklízečem. Po přečtení poukazu Ned zjistí, že jde o výlet pro dvě rodiny. Pozvou rodinu Lovejoyových, ale ti přesvědčí Neda, aby vzal s sebou Simpsonovy. 
U Velkého kaňonu jsou všichni ohromeni výhledem, ale obě rodiny spolu příliš nevycházejí. Marge se zlobí na Maude, protože ta tvrdí, že Marge není dobrý rodič kvůli Bartovým a Homerovým lumpárnám, a Flandersovi jsou naštvaní ze stejného důvodu. Během oslí stezky je míjí skupina milionářů, kteří kaňon využívají na vlastní přání. Později osel průvodce spadne ze skály i s většinou zásob a obě rodiny zůstanou v kaňonu uvězněny. 
Homerovi se podaří příběhem přimět Maggie, aby usnula, ale Líza chce vědět, co se stalo dál. Homer pokračuje ve vyprávění příběhu a probudí Maggie, která ho chce slyšet. Ve Velkém kaňonu se Ned a Homer rozhodnou hledat zásoby, když najdou tábořiště milionářů. Homer přesvědčí Neda, aby jim ukradl jídlo a zásoby a utekl po řece na voru. Podaří se jim dostat do kempu a překvapit všechny snídaní s kaviárem a slaninou. Později jsou zachráněni a Homer s Nedem si povídají o svém přátelství. 
Když Homer příběh dokončí, vyjde najevo, že Ned také poslouchá přes otevřené okno. Homer mu připomene, že jim stále dluží výlet. 
V závěrečné scéně jsou na obrazovce pohlednice z turistických míst celého světa. Je odhaleno, že ve skutečnosti jde o výlet rodiny Simpsonových a Flandersových do muzea pohlednic. Když se Flanders ptá Homera, jestli se v obchodě se suvenýry prodávají pohlednice, pracovník muzea prohlásí, že ne.

## Přijetí
Díl dosáhl ratingu 1,2 a sledovalo ho 2,77 milionu diváků, což z něj udělalo nejsledovanější pořad večera na stanici Fox.
Dennis Perkins z The A.V. Clubu udělil dílu známku C+: „Problémem epizody, jako je Dovolená s Flandersem, je, že se spokojuje s vytrháváním částí ze starších dílů, aniž by s nimi udělala něco nového nebo zajímavého. To, že se tu a tam objeví úsměvné momenty, není překvapivé – i když mají Simpsonovi (a Simpsonovi) špatný den, tvoří spolehlivý základ komedie. V tomto retrospektivním příběhu o dosud neodhalené rané společné dovolené rodin Simpsonových a Flandersových se však kombinují staré gagy vyprávěné lhostejně, nové gagy vyprávěné hrubě a/nebo krutě a některé nemodelové charaktery (zejména pokud jde o Neda), které působí jako Simpsonovi na hluboce jedno použití.“.